# Sukoyoso
Sukoyoso is een bestuurslaag in het regentschap Pringsewu van de provincie Lampung, Indonesië. Sukoyoso telt 1649 inwoners (volkstelling 2010).